# Чемпионы Земли
Чемпионы Земли (англ. Champions of the Earth) — это международная премия ООН.
Программа Организации Объединенных Наций по окружающей среде (ЮНЕП) учредила премию «Чемпионы Земли» в 2005 году в качестве ежегодной программы награждения для признания выдающихся деятелей в области защиты окружающей среды из государственного управления, частного сектора, а также из числа представителей гражданского общества.

## Подробности о награде
Наградной комитет ежегодно выбирает пять-семь лауреатов. Каждый лауреат приглашается на церемонию награждения для получения кубка, произнесения благодарственной речи и участия в пресс-конференции. Программа награждения является преемницей программы Global 500 Roll of Honour ЮНЕП. Премия включает финансовую стипендию в размере 15 000 долларов США.
В 2017 году программа была расширена за счет включения в нее «Молодых чемпионов Земли» (англ. Young Champions of the Earth) — премии для талантливых новаторов в возрасте от 18 до 30 лет, демонстрирующих выдающийся потенциал для оказания положительного воздействия на окружающую среду.
Ежегодно ЮНЕП вручает награду семи молодым экологам со всего мира в возрасте от 18 до 30 лет за выдающиеся идеи по защите окружающей среды.

## Награжденные: Чемпионы Земли

### 2022 год
- Организация «Arcenciel» — Вдохновение и действие
- Константино Аукка Чутас — Вдохновение и действие[7]
- Партха Дасгупта — Наука и инновации
- Пурнима Деви Барман — Предпринимательское видение[8]
- Сесиль Бибиан Нджебет — Вдохновение и действие[9]

### 2021 год
- Миа Моттли (Барбадос) — Политическое лидерство[10]
- Глэдис Калема-Зикусока (Уганда) — Наука и инновации
- Мария Колесникова (Кыргызстан) — Предпринимательское видение
- Организация «Sea Women of Melanesia» (Папуа-Новая Гвинея и Соломоновы острова) — Вдохновение и действие[11]
- Дэвид Аттенборо — Премия за заслуги перед жизнью[12]

### 2020 год
- Фрэнк Байнимарама (Фиджи) — Политическое лидерство[13]
- Фабиан Леендерц (Германия) — Наука и инновации[14]
- Минди Люббер (США) — Предпринимательское видение
- Немонте Ненкимо (Эквадор) — Вдохновение и действие
- Якуба Савадого (Буркина-Фасо) — Вдохновение и действие
- Роберт Д. Буллард (США)  — за заслуги перед жизнью[15]

### 2019 год
- Коста-Рика — Политическое лидерство[16]
- Кэтрин Хейхо — Наука и инновации
- Организация «Ant Forest» — вдохновение и действие[17]
- Организация «Пятницы ради будущего» — вдохновение и действие
- Patagonia, Inc.[англ.] — предпринимательское видение
- Луиза Мабуло — Охрана окружающей среды[18]

### 2018 год
- Международный аэропорт Кочин — предпринимательское видение[19]
- Эммануэль Макрон — Политическое лидерство
- Организация «Beyond Meat» — наука и инновации
- Организация «Impossible Foods» — наука и инновации
- Джоан Карлинг — Премия за заслуги перед жизнью
- Нарендра Моди — Политическое лидерство[20]
- Программа возрождения зеленых сельских районов провинции Чжэцзян — вдохновение и действие

### 2017 год
- Пол Ньюман и Центр космических полетов Годдарда НАСА — Наука и инновации[21]
- Mobike — предпринимательское видение
- Джефф Орловски — Вдохновение и действие
- Национальный лесной парк Сайханба — вдохновение и действие[22]
- Кристофер И'Энсон — Генеральный Чемпион
- Ван Вэньбяо — Премия за заслуги перед жизнью[23]

### 2016 год
- Афроз Шах — Вдохновение и действие
- Берта Касерес — Вдохновение и действие
- Хосе Сарухан Кермез — достижения за всю жизнь
- Лейла Аджароглу — Наука и инновации
- Марокканское агентство солнечной энергии — предпринимательское видение
- Пол Кагаме — Политическое лидерство[24]

### 2015 год
- Шейх Хасина, Бангладеш — Политическое лидерство
- Организация «Black Mamba APU» — вдохновение и действие
- Национальное географическое общество — Наука и инновации
- Организация «Natura Brasil» — предпринимательское видение
- Пол Полман — Предпринимательское видение[25]
- Боян Слат — Вдохновение и действие
- Фатима Джибрелл, Сомали — Охрана окружающей среды
- Сусило Бамбанг Юдхойоно — Политическое лидерство
- Томми Ременгесау-младший — Политическое лидерство
- Марио Хосе Молина-Паскель Энрикес — пожизненное лидерство
- Роберт Уотсон — Наука и инновации
- Сильвия Эрл — пожизненное лидерство[26]
- Совет по экологическому строительству США — предпринимательское видение

### 2013 год
- Янез Поточник — Политическое лидерство
- Брайан МакКлендон — Предпринимательское видение
- Карло Петрини — Вдохновение и действие
- Изабелла Тейшейра — Политическое лидерство
- Джек Дэнджермонд — Предпринимательское видение
- Марта Изабель Руис Корсо — Вдохновение и действие
- Вирабхадран Раманатан — Наука и инновации[27]

### 2012 год
- Цахиагийн Элбэгдорж, Монголия — Категория «Политическое лидерство»
- Фабио Колетти Барбоза, Бразилия — категория «Предпринимательское видение»
- Султан Ахмед аль-Джабер, Объединенные Арабские Эмираты — категория «Предпринимательское видение»
- Бертран Пиккар, Швейцария — категория «Вдохновение и действие»
- Сандер Ван Дер Леу, Нидерланды — категория «Наука и инновации»
- Самсон Парашина, Кения — специальная категория для инициатив на низовом уровне[28]
- Фелипе Кальдерон, Мексика — Категория политического лидера
- Ольга Сперанская, Россия — Категория «Наука и инновации»
- Чжан Юэ Китай — категория «Предпринимательское видение»
- Луи Палмер, Швейцария — категория «Вдохновение и действие»
- Анжелик Киджо, Бенин — категория «Вдохновение и действие»[29]

### 2010 год
- Президент Мохамед Нашид, Мальдивы — Категория политического лидерства
- Таро Такахаси, Япония — Категория «Наука и инновации»
- Винод Хосла, Индия — категория «Предпринимательское видение»[30]
- Принц Мостафа Захер, Афганистан — категория «Вдохновение и действие»
- Чжоу Сюнь, Китай — категория «Вдохновение и действие»

Специальная награда
- Президент Бхаррат Джагдео, Гайана  — за сохранение биоразнообразия и управление экосистемами[31]

### 2009 год
- Эрик Солхейм, Норвегия — категория «Лидерство в политике»
- Кевин Конрад и Коалиция народов тропических лесов, Папуа-Новая Гвинея — категория политического лидерства
- Джанин Беньюс, США — Категория «Наука и инновации»
- Рон Гонен, США — категория «Предпринимательское видение»
- Тулси Танти, Индия — категория «Предпринимательское видение»
- Ян Артюс-Бертран, Франция — Категория «Вдохновение и действие»[32]

### 2008 год
- Балгис Осман-Элаша, Судан, Африка  — за работу по изменению климата и адаптации к нему в северной и восточной Африке
- Атик Рахман, Бангладеш, Азиатско-Тихоокеанский регион  — за национальный и международный опыт в области устойчивого развития, а также управления окружающей средой и ресурсами
- Альберт II, принц Монако, Монако из Европы  — за его приверженность устойчивому развитию Монако
- Лиз Томпсон, Барбадос, из Латинской Америки и Карибского бассейна  — за выдающуюся работу на национальном и международном уровнях
- Тимоти Э. Вирт, США, Северная Америка  — за свою работу в качестве главы Фонда ООН и Фонда «Лучший мир»
- Абдул-Кадер Ба-Джаммаль, Йемен из Западной Азии  — за экологическую политику в качестве министра, а затем премьер-министра в Йемене[33]

Специальная награда

- Хелен Кларк, Новая Зеландия  — за экологические стратегии и три инициативы — схему торговли выбросами, энергетическую стратегию и стратегию энергоэффективности и энергосбережения

### 2007 год
- Шериф Рахмани, Алжир  — за продвижение экологического законодательства в Алжире и решение проблемы опустынивания
- Элизеа «Бебет» Гильера Гозун, Филиппины из Азиатско-Тихоокеанского региона  — за продвижение экологической повестки дня
- Вивека Бон, Швеция, Европа  — за выдающуюся роль в многосторонних переговорах и лидерство в глобальных усилиях по обеспечению химической
- Марина Силва, Бразилия  — за неустанную борьбу за защиту тропических лесов Амазонки
- Эл Гор, США, Северная Америка  — за охрану окружающей среды и просвещение мира об опасностях, связанных с ростом выбросов парниковых газов
- Хасан бин Талал, Иордания  — за веру в трансграничное сотрудничество по защите окружающей среды и за комплексное решение экологических проблем[34]

Специальная награда

- Жак Рогге и Международный олимпийский комитет  — за продвижение повестки дня в области спорта и окружающей среды путем предоставления большего объема ресурсов для устойчивого развития и за введение строгих экологических требований для городов, претендующих на проведение Олимпийских игр[35]

### 2006 год
- Роза Елена Симеон Негрин, Куба
- Женская организация по окружающей среде и развитию
- Тевольде Берхан Гебре Эгзиабхер, Эфиопия
- Масуме Эбтекар, Иран
- Мохамед Эль-Ашри, Египет
- Томми Кох Тонг Би, Сингапур
- Михаил Горбачев, Россия [36]

### 2005 год
- Король Джигме Сингье Вангчук и народ Бутана, Бутан
- Шейх Заид бин Султан Аль Нахайян, Объединенные Арабские Эмираты
- Табо Мбеки, Южная Африка
- Вселенский Патриарх Варфоломей
- Шейла Уотт-Клотье, Канада
- Джулия Карабиас Лилло, Мексика[37]
- Чжоу Цян и Всекитайская федерация молодежи, Китай

### 2020 год
- Сяоюань Жэнь, Китай
- Видьют Мохан, Индия
- Нзамби Мати, Кения
- Нирия Алисия Гарсия, Соединенные Штаты Америки
- Макс Идальго Квинто, Перу
- Лефтерис Арапакис, Греция
- Фатема Алзельзела, Кувейт[38]

### 2019 год

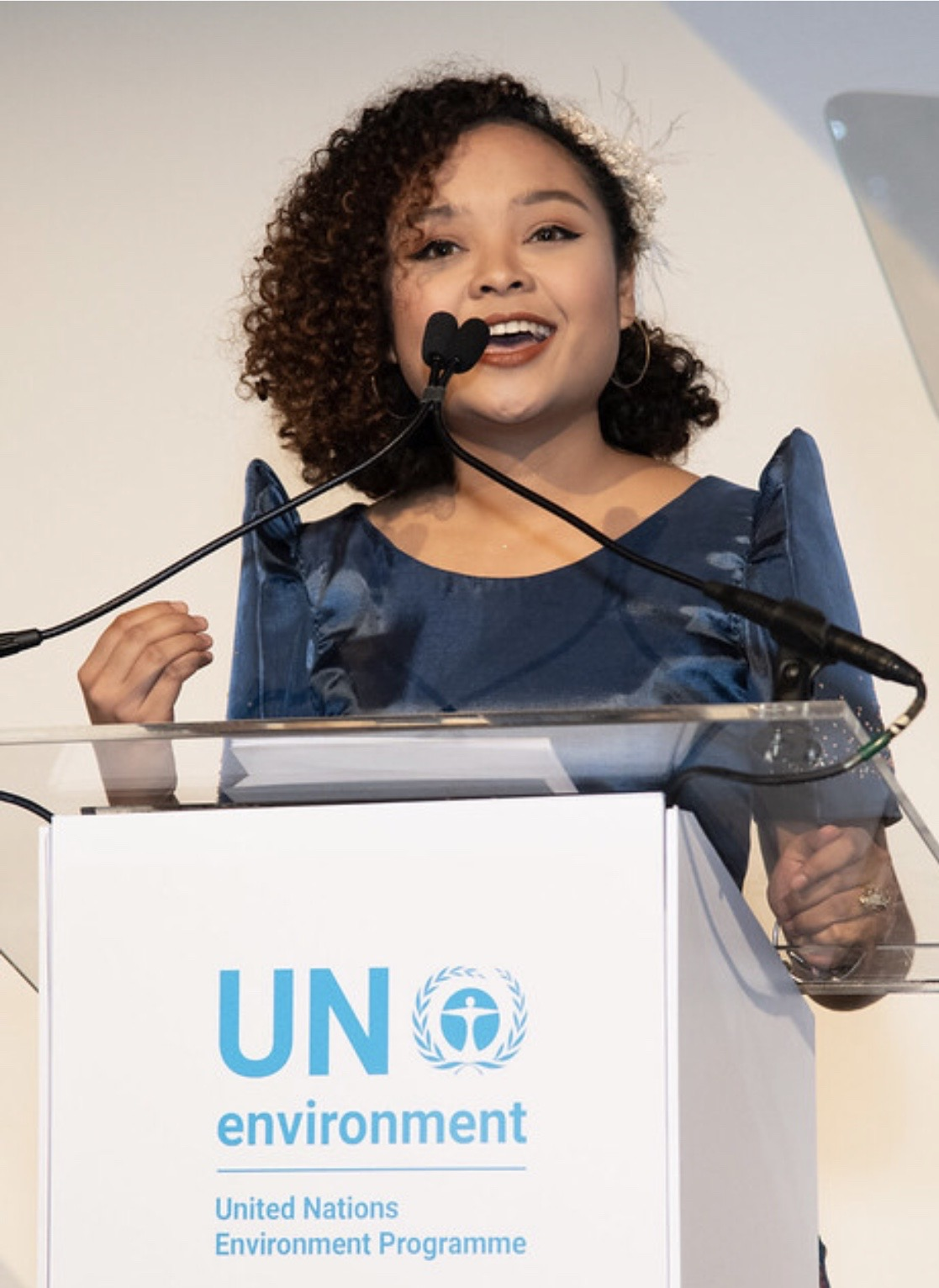
Луиза Мабуло Речь на церемонии вручения премии ООН «Молодой чемпион Земли»

- Молли Берханс, Соединенные Штаты Америки
- Омар Итани, Ливан
- Соника Манандхар, Непал
- Марианна Мунтяну, Россия
- Луиза Мабуло, Филиппины
- Анна Луиза Бесерра, Бразилия
- Аджани Коста, Ангола[39]

### 2018 год
- Шади Рабаб, Египет
- Миранда Ванг, Соединенные Штаты Америки
- Мяо Ван, Китай
- Хью Уэлдон, Ирландия
- Хеба Аль-Фарра, Кувейт
- Гатор Халперн, Багамы
- Арпит Дхупар, Индия[40]
- Омер Бадохон, Йемен
- Адам Диксон, Европа
- Кая Дори, Северная Америка
- Эритаи Катейбви, «Земля для Азии и Тихоокеанского региона
- Мариама Мамане, Нигер
- Лилиана Харамильо Пазминьо, Латинская Америка и Карибский бассейн[4]